# Gerardo Fernández
Gerardo Luis Fernández (Loberia, 29 maart 1977) is een Argentijns wielrenner. Fernandez was professional van 2003 tot 2006. Na zijn profcarrière behaalde hij in 2007 en 2008 sterke resultaten in het Argentijns kampioenschap wielrennen voor elite. Ook in de Ronde van San Juan bleef hij niet onopgemerkt.

## Belangrijkste ereplaatsen
2005
- Trofeo Joaquim Agostinho

2004
- 2e in 3e etappe Ronde van Portugal
- 2e in 6e etappe Ronde van Senegal

2006
- 1e in eindklassement Ronde van San Juan

2007
- 1e in 2e etappe Ronde van San Juan
- 3e in Argentijns kampioenschap wielrennen voor elite
- 1e in 3e etappe Internationale wielerwedstrijd van de staat São Paolo

2008
- 2e in eindklassement Ronde van San Luis
- 1e in Argentijns kampioenschap wielrennen voor elite

2014
- 3e etappe Ronde van Uruguay

## Ploegen
- 2003-Antarte-Rota dos Móveis
- 2004-Antarte-Rota dos Móveis
- 2005-Paredes Rota dos Móveis-Beira Tamega
- 2006-Viña Magna-Cropu
- 2014-Cycles Club Bragado